# John Duff

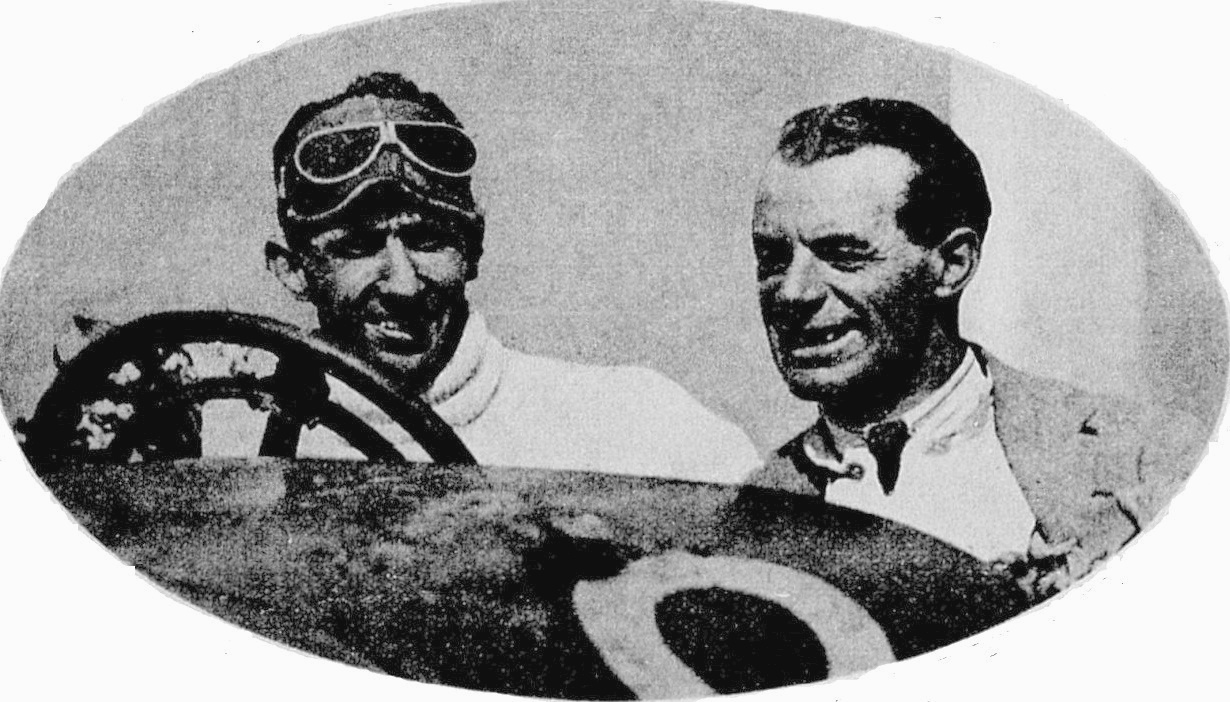
John Duff (links) met Frank Clement tijdens de 24 uur van Le Mans in 1924.

John Francis Duff (Jiujiang, China, 17 januari 1895 - Epping, Engeland, 8 januari 1958) was een Canadees autocoureur en een van de beroemde "Bentley Boys" uit de jaren '20. In 1924 won hij, samen met Frank Clement, de 24 uur van Le Mans.

## Carrière
Duff werd in 1895 in China geboren. Hij had Canadese ouders, maar groeide op in Groot-Brittannië. In 1912 keerde hij terug naar China, voordat hij twee jaar later terugkeerde naar Europa om voor het British Army in dienst te gaan tijdens de Eerste Wereldoorlog. Hij raakte zwaargewond tijdens de Derde Slag om Ieper.
In 1920 begon Duff zijn autosportcarrière toen hij in een Fiat deelnam aan een race op Brooklands. Door de jaren heen sleutelde hij aan de auto, waardoor deze sneller werd en races kon winnen. In 1922 richtte hij de Bentley-dealer Duff & Aldington op en ging hij ook met Bentleys racen. In september 1922 zette hij op Brooklands een aantal snelheids- en afstandsrecords neer.
In 1923 reed Duff in de eerste editie van de 24 uur van Le Mans. Alhoewel Bentley niet met een fabrieksteam deelnam, ondersteunde het merk de inschrijving van Duff wel met monteurs en materiaal. Samen met Frank Clement eindigde hij de race als vierde. In 1924 reden de twee opnieuw samen in Le Mans en wonnen zij de race. Hiermee behaalden zij de eerste overwinning van Bentley in Le Mans. In 1925 reden zij voor een derde keer samen, maar moesten zij vanwege een brand in de auto vroegtijdig opgeven.
Tot halverwege de jaren '20 bleef Duff in Europa racen. Zo zette hij in september 1925 op het Autodrome de Linas-Montlhéry nieuwe afstandsrecords neer. In 1926 verhuisde hij naar de Verenigde Staten om voor het team Miller deel te nemen aan de Indianapolis 500. Vanwege regenval werd de race vroegtijdig afgebroken en Duff eindigde als negende. In de AAA-race in Altoona werd hij derde, voordat hij tijdens de daaropvolgende race in Salem zwaargewond raakte en zijn racecarrière moest beëindigen.
Nadat hij als autocoureur stopte, ging Duff met zijn gezin in Californië wonen. Hij was onder meer actief als stuntman in Hollywood en als schermleraar. Toen de crisisjaren aanbraken verhuisde hij naar zijn geboortestad in China. Eind jaren '30 werd hij zelf een succesvol schermer. In de jaren '50 kreeg hij ook interesse in de paardensport. Op 8 januari 1958 kwam hij op 62-jarige leeftijd om het leven bij een paardrijdongeluk in het Epping Forest nabij Epping.